# Mallinella bandamaensis
Mallinella bandamaensis är en spindelart som först beskrevs av Jean-François Jézéquel 1964.  Mallinella bandamaensis ingår i släktet Mallinella och familjen Zodariidae.
Artens utbredningsområde är Elfenbenskusten. Inga underarter finns listade i Catalogue of Life.